# Alcides Arguedas
Alcides Arguedas Díaz (La Paz, 15 de julio de 1879-Chulumani, 6 de mayo de 1946) fue un escritor, político e historiador boliviano. Su obra literaria, que aborda temas relacionados con la identidad nacional, mestizaje y problemática indígena, tuvo una profunda influencia en el pensamiento social boliviano de la primera mitad del siglo XX. Su novela cumbre, Raza de bronce, es considerada una de las mejores novelas de Bolivia y una precursora del indigenismo.

## Política y diplomacia
Hijo de Fructuoso Arguedas y Sabina Díaz, estudió en el colegio Ayacucho y después Derecho y Ciencias Políticas (1904) en la Universidad Mayor de San Andrés.

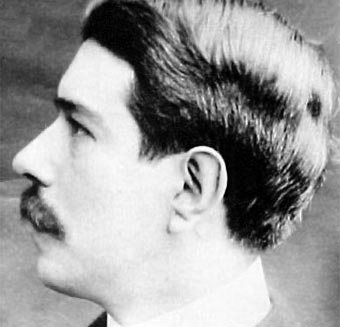
Alcides Arguedas en el año 1926

Desde su época de estudiante colaboró en diversos medios, comenzando por El Comercio; para el El Diario escribió la columna A Vuelo de Pluma (1908), así como en la efímera Revista de América y Mundial; llegó a ser subdirector de El Debate (1915).
Como diplomático fue segundo secretario de la Legación de Bolivia en París (1910), donde conocería a Rubén Darío y a Francisco García Calderón y tendría como jefe al expresidente Ismael Montes. Posteriormente, fue enviado a Londres.
Tras regresar a Bolivia, fue elegido diputado en 1916 por el Partido Liberal, y representante boliviano en la creación de la Liga de las Naciones (1918). Fue asimismo cónsul general en París (1922), y ministro plenipotenciario en Colombia (1929), de donde fue destituido por sus críticas al presidente Hernando Siles (1930).
Mantuvo una posición crítica hacia algunos gobiernos, por la que llegó a sufrir el destierro (1906), fue cesado en sus cargos e incluso abofeteado por el presidente Germán Busch.
Senador por el departamento de La Paz (1940), llegó a encabezar su partido, lo que no le impidió mantener una cercana amistad con Nicolás Esguerra Miranda, jefe de los conservadores.[cita requerida]
Bajo el gobierno del presidente Enrique Peñaranda, se desempeñó como ministro de Agricultura, Colonización e Inmigración (1940), y luego partió a Venezuela en calidad de ministro plenipotenciario (1941).

## Literatura

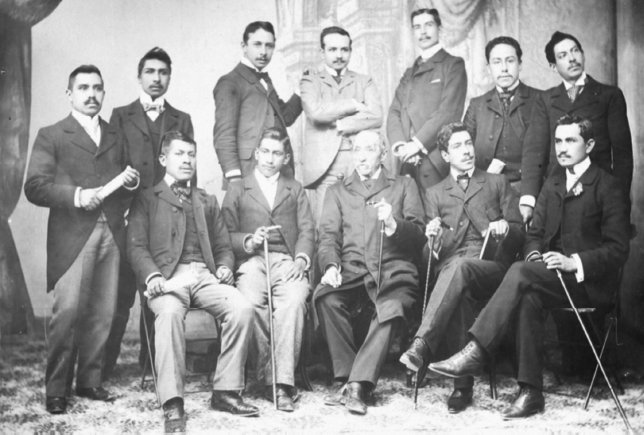
Arguedas (sentado, penúltimo de izq. a der.) junto con otros intelectuales de la década de 1920.

Arguedas es uno de los escritores bolivianos más reconocidos. En su obra describe a la sociedad boliviana y a sus pueblos indígenas, con desesperanza y pesimismo. A través de sus libros, cargados de análisis social, buscó una solución o explicación al permanente estado de conflicto de su país. Los conflictos entre culturas, el complejo mestizaje y la relación a veces violenta entre el mundo indígena y el criollo/mestizo, son temas que luego fueron recuperados por otras corrientes del pensamiento, incluidos los indigenistas, aunque desde una perspectiva distinta.
Sus primeros textos literarios datan de su época de estudiante, y el primero libro que publicó fue Pisagua, novela que apareció en 1903. Al año subsiguiente sacó Wata-Wara. Su producción novelística seguiría con Vida criolla (1912) y culminaría con Raza de bronce.

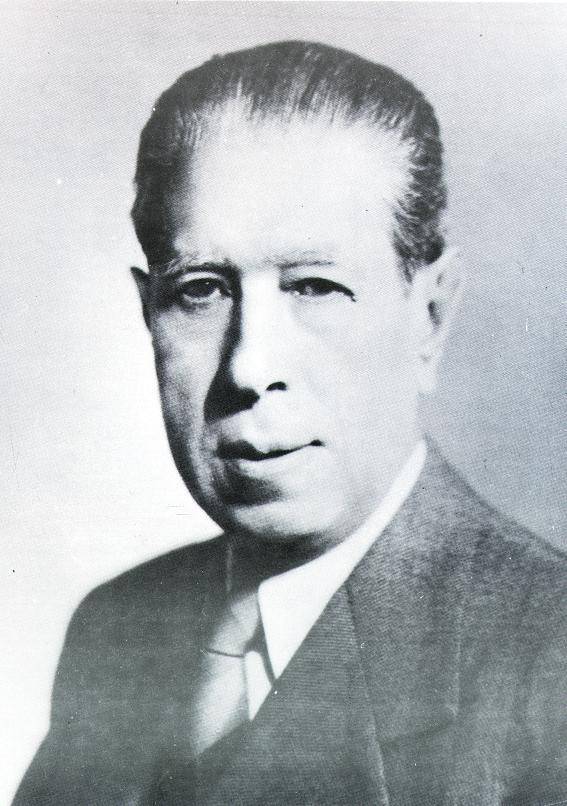
Alcides Arguedas en el año 1940

Su ensayo Pueblo enfermo, publicado en Barcelona en 1909, marcó su consagración en las letras hispanoamericanas, consiguiendo el elogio de importantes escritores, como Miguel de Unamuno o Amado Nervo.  Sin embargo, en Bolivia suscitó polémica y Franz Tamayo respondió críticamente a sus ideas en los editoriales que en 1910 serían compilados en el libro Creación de la pedagogía nacional. Arguedas expone en esa obra "su radical pesimismo", según el cual "una mezcla de fatales leyes biológicas, razones históricas y circunstancias ambientales han hecho del indígena una raza atrofiada o enferma. No es de extrañar, pues, que algunos críticos identifiquen a Arguedas con una visión de desprecio a la sociedad boliviana y niegan que sea un autor indigenista.

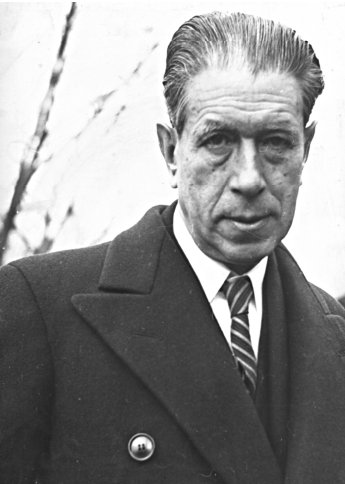
Arguedas en 1945 en una de sus últimas fotos conocidas.

Sin embargo, en su novela cumbre, Raza de bronce, Arguedas toca varios temas que posteriormente serían fundamentales en el desarrollo de la literatura boliviana, como la opresión criollo-mestiza a los indígenas, la capacidad de alzamiento de éstos ante los abusos, el lugar en la sociedad de los cholo-mestizos, el desencuentro entre las sociedad criolla y la indígena en Bolivia.
Arguedas estuvo escribiendo esta novela prácticamente hasta los últimos años de su vida, aunque publicó su primera edición en 1919, continuó corrigiéndola y reeditándola hasta lanzar la definitiva en 1945. El relato de Raza de bronce es una evolución de su segunda novela, Wata-Wara, que pasó relativamente desapercibida al momento de publicarse. A posteriori, y a pesar de numerosas críticas, fue catalogada por expertos como una de las obras esenciales de la bibliografía nacional.
Con el paso de los años, Arguedas encontró en la historia un medio más directo de reflexionar e interpretar la realidad social boliviana. Su primer libro en esta área fue, en 1920, La fundación de la República, que marcó un punto de inflexión en la vida de Arguedas: a partir de aquí, la historia y la política pasan a primer plano y la literatura queda relegada a un segundo lugar.
El primer volumen de su Historia general de Bolivia fue publicado dos años más tarde con el auspicio del barón del estaño, Simón I. Patiño. Concluyó solo cinco de los ocho tomos proyectados de esa colección, que abarca desde el periodo fundacional hasta la época del caudillismo.
En 1935 Arguedas recibió el Premio Roma en Francia, por su libro autobiográfico La danza de las sombras.

## Vida privada
Arguedas contrajo matrimonio con Laura Tapia Carro en 1910, y quedó viudo en 1935. La pareja tuvo tres hijas.
En 1944 pasa una temporada en Buenos Aires enfermo, donde deja a Losada la versión definitiva de Raza de bronce; regresa a Bolivia al año siguiente y fallece de leucemia en la localidad de Chulumani el 6 de mayo de 1946, a los 66 años de edad.

## Obras
| Año  | Obra | Género Literario | Editorial                                          |
| 1903 | Pisagua                                                                                                   | Novela           | Velarde, Aldozoza y Cía - La Paz                   |
| 1904 | Wara-Wara                                                                                                 | Novela           | Luis Tasso - Barcelona                             |
| 1905 | Vida criolla                                                                                              | Novela           | E. Córdova - La Paz                                |
| 1909 | Pueblo enfermo. Contribución a la psicología de los pueblos hispanoamericanos                             | Ensayo           | Viuda de Luis Tasso - Barcelona                    |
| 1919 | Raza de bronce                                                                                            | Novela           | González y Medina - La Paz                         |
| 1934 | La danza de las sombras                                                                                   | Ensayo           | López y Cía - Barcelona                            |
| 1989 | De cara a la realidad. De cómo y por qué se derrumban las naciones                                        | Ensayo           | La Juventud - La Paz                               |
| 1920 | La fundación de la República                                                                              | Historia         | Escuela Tipográfica del Colegio Don Bosco - La Paz |
| 1922 | Historia general de Bolivia. El proceso de la nacionalidad (1809-1921)                                    | Historia         | Arnó Hermanos - La Paz                             |
| 1923 | Los caudillos letrados. La confederación Perú-boliviana. Ingavia                                          | Historia         | López y Cía - Barcelona                            |
| 1924 | La plebe en acción (1848-1857)                                                                            | Historia         | López y Cía - Barcelona                            |
| 1929 | Los caudillos bárbaros. Historia-resurrección. La tragedia de un pueblo (Melgarejo - Morales) 1864 - 1872 | Historia         | Viuda de Luis Tasso - Barcelona                    |

- Obras completas, 2 v. preparación, prólogo y notas de Luis Alberto Sánchez; Aguilar, México, 1959